# Калавіно
Калавіно (італ. Calavino) — колишній муніципалітет в Італії, у регіоні Трентіно-Альто-Адідже,  провінція Тренто. З 1 січня 2016 року Калавіно є частиною новоствореного муніципалітету Мадруццо.
Калавіно розташоване на відстані близько 480 км на північ від Рима, 11 км на захід від Тренто.
Населення — 1561 особа (2014).
Щорічний фестиваль відбувається третьої неділі липня. Покровителька — Богородиця Небовзята.

## Демографія
Населення за роками:

Станом на 31 грудня 2014 року в муніципалітеті офіційно проживали 222 іноземці з 22 країн, серед них 31 громадянин країн Євросоюзу та 5 громадян України.

## Сусідні муніципалітети
- Дро
- Лазіно
- Ломазо
- Падерньоне
- Сан-Лоренцо-ін-Банале
- Тренто
- Веццано